# シャフリル (ミサイル)

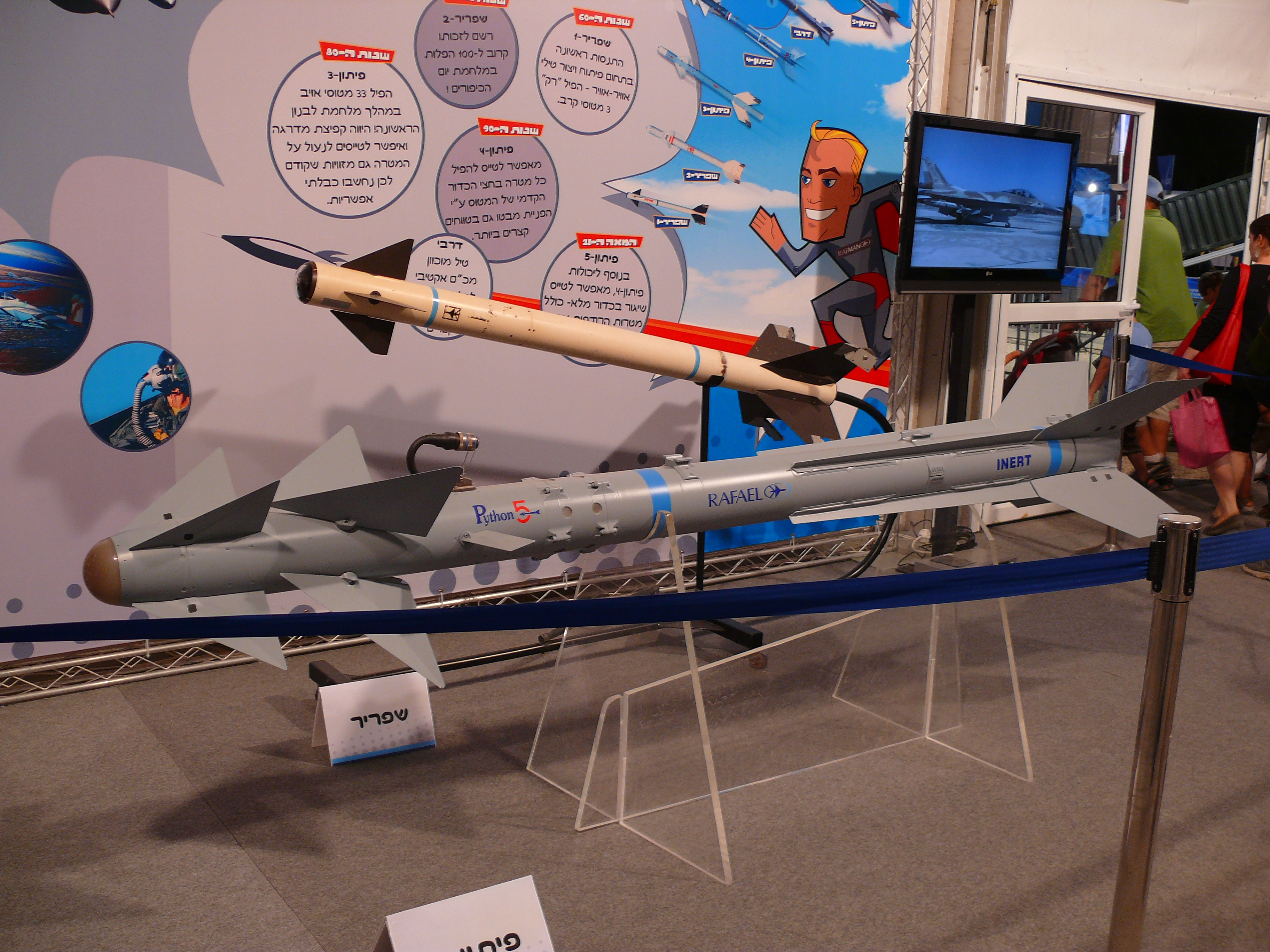
後方に見えるのがシャフリル1

シャフリルは、イスラエルのラファエル・アドバンスド・ディフェンス・システムズ社が開発した短距離空対空ミサイル。赤外線誘導方式であり、1960年代から量産された。

## 概要

### シャフリル 1

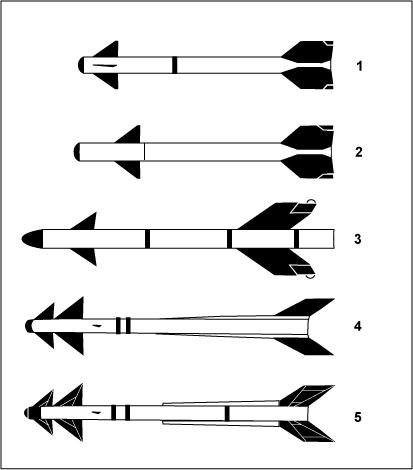
上よりシャフリル1、シャフリル2、パイソン3、パイソン4、パイソン5

シャフリル1は、AIM-9B サイドワインダー空対空ミサイルの改良型として、1959年-1964年にかけて開発が行われた。1963年より試射が行われている。これは、イスラエルの兵器国産化の構想に基づくものであった。しかし、シャフリル1はおよそ信頼できる武器ではなく、イスラエル空軍はこのミサイルの代わりに、鹵獲したソ連製ミサイルを使用するほどであり、引き続きシャフリル2の開発が行われた。
- 全長 - 250cm（2.5m）
- 全幅 - 55cm
- 胴体直径 - 14cm
- 重量 - 65kg
- 弾頭重量 - 11kg
- 射程 - 5km
- 最大速度 - Mach2（2,120km/h, 1,320mph）

### シャフリル 2
シャフリル2は、シャフリル1の改良型であり、誘導機能や近接信管などが改良されている。1962年には開発が開始され、1965年に試射が行われている。AIM-9Dと互換性を有し、1968年より配備が開始された。1973年の第四次中東戦争において投入され、撃墜を記録している。後継としてパイソンが開発されている。
- 全長 - 250cm（2.5m）
- 全幅 - 55cm
- 胴体直径 - 15cm
- 重量 - 93kg
- 弾頭重量 - 11kg
- 射程 - 5km

## 採用国
- アルゼンチン - 1984年にシャフリル2を75発購入。
- イスラエル - 開発国。
- エクアドル - 1984年にシャフリル2を75発購入。
- コロンビア - 1989年にシャフリル2を80発購入。
- ホンジュラス - 1978年にシャフリル2を100発購入[1]。
- 中華民国（台湾） - 1977年にシャフリル2を450発購入[1]。
- チリ - 1997年にシャフリル2を50発購入。
- トルコ - シャフリル2[2]。